# Коцка принца Руперта
У геометрији, коцка принца Руперта је највећа коцка која може да прође кроз рупу изрезану у јединичној коцки без њеног цепања на одвојене делове. Дужина њене странице је приближно 1,06, што је за 6% веће од дужине странице 1 јединичне коцке кроз коју пролази. Проблем проналажења највећег квадрата који се у потпуности налази унутар јединичне коцке је уско повезан и има исто решење.
Коцка принца Руперта названа је по принцу Руперту од Рајне, који је питао да ли се коцка може провући кроз рупу направљену у другој коцки исте величине а да се коцка не подели на два дела. Позитиван одговор дао је Џон Волис. Приближно 100 година касније, Питер Ниуланд је пронашао највећу могућу коцку која може да прође кроз рупу у јединичној коцки.
За многе друге конвексне полиедре, укључујући свих пет Платонових тела, показано је да имају Рупертово својство: копија полиедра, истог или већег облика, може проћи кроз рупу у том полиедру. Није познато да ли ово важи за све конвексне полиедре.

## Решење
Поставите две тачке на две суседне ивице јединичне коцке, сваку на удаљености од 3/4 од тачке где се те две ивице састају, и још две тачке симетрично на супротној страни коцке. Тада ове четири тачке формирају квадрат са дужином странице:
{\displaystyle {\frac {3{\sqrt {2}}}{4}}\approx 1.0606601.}
Један од начина да се ово види је да се прво примети да ове четири тачке формирају правоугаоник, због симетрије њихове конструкције. Дужине све четири странице овог правоугаоника једнаке су {\textstyle (3{\sqrt {2}})/4}, према Питагориној теореми или (еквивалентно) формули за Еуклидско растојање у три димензије. На пример, прве две тачке, заједно са трећом тачком где се њихове две ивице састају, формирају једнакокрако-правоугли троугао са катетама дужине {\displaystyle 3/4}, а растојање између прве две тачке је хипотенуза тог троугла. Као правоугаоник са четири једнаке странице, облик који ове четири тачке формирају је квадрат. Извлачењем квадрата у оба смера, нормално на самог себе, формира се рупа кроз коју може проћи коцка већа од првобитне, до дужине странице {\textstyle (3{\sqrt {2}})/4}.
Делови јединичне коцке који остају након што се ова рупа испразни формирају две троугаоне призме и два неправилна тетраедра, повезана танким мостовима на четири темена квадрата. Свака призма има као својих шест темена два суседна темена коцке и четири тачке дуж ивица коцке на удаљености 1/4 од ових темена коцке. Сваки тетраедар има као своја четири темена једно теме коцке, две тачке на удаљености 3/4 од њега на две суседне ивице, и једну тачку на удаљености 3/16 од темена коцке дуж треће суседне ивице.

## Историја
Коцка принца Руперта названа је по принцу Руперту од Рајне. Према причи коју је 1693. године испричао енглески математичар Џон Волис, принц Руперт се кладио да се кроз коцку може исећи рупа довољно велика да кроз њу прође друга коцка исте величине. Волис је показао да је таква рупа заиста могућа (са неким грешкама које су исправљене тек много касније), и принц Руперт је добио опкладу.
Волис је претпоставио да ће рупа бити паралелна са просторном дијагоналом коцке. Ортографска пројекција коцке на раван нормалну на ову дијагоналу је правилни шестоугао, а најбоља рупа паралелна са дијагоналом може се наћи цртањем највећег могућег квадрата који се може уписати у овај шестоугао. Израчунавање величине овог квадрата показује да коцка са дужином странице
{\displaystyle {\sqrt {6}}-{\sqrt {2}}\approx 1.03527},
нешто већа од један, може проћи кроз рупу.
Приближно 100 година касније, холандски математичар Питер Ниуланд је открио да се боље решење може постићи коришћењем рупе под другачијим углом у односу на просторну дијагоналу. У ствари, Ниуландово решење је оптимално. Ниуланд је преминуо 1794. године, годину дана након што је преузео позицију професора на Универзитету у Лајдену, а његово решење је постхумно објављено 1816. године од стране Ниуландовог ментора, Жана Анрија ван Свиндена.
Од тада, проблем се понављао у многим књигама о рекреативној математици, у неким случајевима са Волисовим субоптималним решењем уместо оптималног.

## Модели
Конструкција физичког модела коцке принца Руперта је изазовна због прецизности којом такав модел треба измерити и танкости веза између преосталих делова јединичне коцке након што се рупа исече. За максимално велику унутрашњу коцку дужине ≈1.06 у односу на дужину 1 спољашње коцке, израда модела је „математички могућа, али практично немогућа”. Са друге стране, коришћењем оријентације максималне коцке, али прављењем мање рупе, довољно велике само за јединичну коцку, оставља се додатна дебљина која омогућава структурни интегритет.
За пример који користи две коцке исте величине, како је првобитно предложио принц Руперт, израда модела је могућа. У прегледу проблема из 1950. године, Д. Ј. Е. Шрек је објавио фотографије модела коцке која пролази кроз рупу у другој коцки. Мартин Рејнсфорд је дизајнирао шаблон за израду папирних модела коцке са другом коцком која пролази кроз њу; међутим, да би се узеле у обзир толеранције конструкције од папира и да се папир не би поцепао на уским спојевима између делова пробушене коцке, рупа у Рејнсфордовом моделу пропушта само коцке које су нешто мање од спољашње коцке.
Од појаве 3Д штампања, израда коцке принца Руперта у пуном односу 1:1 постала је лака.

## Генерализације
Да ли сви конвексни полиедри имају Рупертово својство?
За полиедар {\displaystyle P} се каже да има Рупертово својство ако полиедар исте или веће величине и истог облика као {\displaystyle P} може проћи кроз рупу у {\displaystyle P}. Свих пет Платонових тела — коцка, правилни тетраедар, правилни октаедар, правилни додекаедар и правилни икосаедар — имају Рупертово својство. Од 13 Архимедових тела, познато је да најмање десет има Рупертово својство: кубоктаедар, поткресани октаедар, поткресана коцка, ромбикубоктаедар, икосидодекаедар, поткресани кубоктаедар, поткресани икосаедар, поткресани додекаедар, и поткресани тетраедар, као и поткресани икосидодекаедар. Претпоставља се да сви тродимензионални конвексни полиедри имају ово својство, али и, супротно томе, да ромбикосидодекаедар нема Рупертово својство.
Коцке и сви правоугли паралелепипеди имају Рупертове пролазе у сваком правцу који није паралелан ни са једном од њихових страна.
Други начин да се изрази исти проблем је да се пита за највећи квадрат који се налази унутар јединичне коцке. Уопштеније, Jerrard & Wetzel (2004) показују како пронаћи највећи правоугаоник датог односа страница који се налази унутар јединичне коцке. Као што примећују, оптимални правоугаоник увек мора бити центриран у центру коцке, са теменима на ивицама коцке. У зависности од његовог односа страница, односа између дуге и кратке странице, постоје два случаја како се може поставити унутар коцке. За однос страница {\displaystyle {\sqrt {2}}} или већи, оптимални правоугаоник лежи унутар правоугаоника који повезује две супротне ивице коцке, који има однос страница тачно {\displaystyle {\sqrt {2}}}. За односе страница ближе 1 (укључујући однос страница 1 за квадрат коцке принца Руперта), два од четири темена оптималног правоугаоника су на једнакој удаљености од темена коцке, дуж две од три ивице које додирују то теме. Друга два темена правоугаоника су одрази прва два преко центра коцке. Ако однос страница није ограничен, правоугаоник са највећом површином који се уклапа у коцку је онај са односом страница {\displaystyle {\sqrt {2}}} који има две супротне ивице коцке као две своје странице, и две дијагонале страна као друге две странице.
Једанаест од 13 Каталанових тела и 87 од 92 Џонсонових тела (сви осим Ј72, Ј73, Ј74, Ј75, Ј77) познато је да имају Рупертово својство. (Каталанова тела за која Рупертово својство није познато су делтоидни хексеконтаедар и пентагонални хексеконтаедар.)
За све {\displaystyle n\geq 2}, {\displaystyle n}-димензионална хиперкоцка такође има Рупертово својство. Штавише, може се поставити питање за највећу {\displaystyle m}-димензионалну хиперкоцку која се може нацртати унутар {\displaystyle n}-димензионалне јединичне хиперкоцке. Одговор је увек алгебарски број. На пример, проблем за {\displaystyle (m,n)=(3,4)} тражи највећу (тродимензионалну) коцку унутар четвородимензионалне хиперкоцке. Након што је Мартин Гарднер поставио ово питање у часопису Scientific American, Кеј Р. Печеник Девичи и неколико других читалаца показали су да је одговор за случај (3,4) квадратни корен мањег од два реална корена полинома {\displaystyle 4x^{4}-28x^{3}-7x^{2}+16x+16}, што износи приближно 1,007435. За {\displaystyle m=2}, оптимална дужина странице највећег квадрата у {\displaystyle n}-димензионалној хиперкоцки је или {\textstyle {\sqrt {n/2}}} или {\textstyle {\sqrt {n/2-3/8}}}, у зависности од тога да ли је {\displaystyle n} парно или непарно.